# Iraí de Minas
Iraí de Minas é um município brasileiro do estado de Minas Gerais fundado em 1962. O município é formado pela cidade de Iraí de Minas e pequenas localidades rurais. De acordo com o censo realizado em 2022 sua população era de 7 180 habitantes. 

## História
Com a descoberta de pedras preciosas e do diamante de Estrela do Sul em 1852 na região do Alto Paranaíba pelos bandeirantes ocasionou uma grande migração de garimpeiros às margens dos rios, como o Bagagem. Estes grupos de garimpeiros vieram para realizarem o trabalho de exploração e extração num local próximo, nascendo assim o povoamento de Espírito Santo do Cemitério, denominação primitiva do município. O nome deve-se ao fato de que o lugar foi um cemitério onde os garimpeiros que passavam próximos ao rio Bagagem eram sepultados, e desde então eles se instalaram em proximidades.
Em 1909 Espírito Santo do Cemitério mudaria seu nome para Iraí, palavra de origem Tupi que significa rio de mel. Em 1943 o nome do município foi novamente alterado para Bagagem, em decorrência da proximidade com o Rio Bagagem. O povoamento começou próxima ao rio Bagagem, onde foi construída uma igreja que hoje está localizada na Praça Nossa Senhora do Rosário.
Emancipado oficialmente em 30 de dezembro de 1962 do município de Monte Carmelo pela Lei Estadual n° 2764, Iraí de Minas tornou-se uma grande oportunidade de construir uma vida melhor para muitos imigrantes do Sul do Brasil com proposta de terra financiada pelo governo federal para que começassem o inicio do cultivo de plantações no município. Durante a década de 1980, os migrantes sulistas se enriqueceram plantando de modo arriscado. Seu primeiro prefeito eleito pelo voto da população foi Eduardo Vieira de Carvalho.

## Economia
Durante a colonização da região a maior parte da riqueza provinha da extração de pedras preciosas. Depois de minerais se esgotaram a economia iraiense declinou a um ponto pouco produtivo e sem foco. Após a chegada dos migrantes sulistas na década de 80 o município formou sua atual economia agrícola de grande produção.
Atualmente o plantio de diversas culturas como milho, trigo, soja, feijão, café e muitas outras, auxiliadas por cooperativas agrícolas com destaque a Copamil, gera maior parte do PIB municipal.
Destaca-se também na pecuária com a produção de leite pelos médios e pequenos pecuaristas, o leite é vendido para os laticínios da região e do município.

## Geografia
O município também é banhado pela represa da Usina Hidrelétrica de Nova Ponte, a qual possuiu uma balsa que atravessa a represa constantemente, levando e trazendo veículos e pessoas.
Irai de Minas está em 951 metros de altitude e tem uma área de 357.575 km.
Um ultimo aumento relativamente significante da população se deu devido as migrações com a procura de ofertas de trabalho. Grande parte dos migrantes provem da região do Norte de Minas e suas regiões limítrofes.

### Hidrografia
O município de Iraí de Minas é banhado principalmente pelo Rio Bagagem ao nordeste e pela Represa de Nova Ponte ao norte alimentada pelo Rio Quebra Anzol.

### Ferrovias
- Variante de Araguari (EF-045) da antiga Rede Ferroviária Federal [6]

### Rodovias
- LMG-782
- MG-190 [7]

## Turismo
O município integra o circuito turístico do Triângulo Mineiro e tem suas principais comemorações populares realizadas nos meses de maio e junho, como a tradicional Festa da Soja e Trigo de Iraí de Minas.
Também conta com povoados em seu município, como de São José do Barreiro.
Inúmeras festas de tradição nas comunidades de:
São José do Barreiro,
Comunidade da Vendinha,
Comunidade Cocais,
Comunidade de Chapadão dos Cocais,
Cominidade de Agua Limpa,
Também com inúmeras arquiteturas como o Cristo Redentor, localizado próximo ao Terminal Rodoviario.
E o rio Bagagem com sua água barrenta e escura.

### Festa da Soja e Trigo
A principal comemoração festiva de Iraí de Minas, a Festa da Soja e Trigo já completou sua 26ª edição. Realizada anualmente, a Festa da Soja e Trigo comemora a boa colheita do ano em toda a região de Iraí, a qual recebe durante seus 4 dias de duração a visita de milhares de pessoas da região e de todo o Brasil.
As atrações da festa vão de shows de música à shows artísticos, também ocorre o desfile e escolha da Rainha da Festa da Soja e Trigo. Durante o evento, várias autoridades como os vereadores, prefeito e seu vice de Iraí, senadores, deputados, grandes políticos de Minas Gerais, as polícias da cidade, grandes nomes de pessoas do município e muitos outros convidados marcam presença durante o evento.
Várias barraquinhas, brinquedos, sabores e entretenimento atrai e diverte os festeiros durante as comemorações.
Ocorre também o desfile cívico das escolas municipais e estaduais e das fanfarras de Iraí e região.